# Sgariglia
Gli Sgariglia sono una nobile famiglia italiana originaria di Ascoli Piceno

## Storia

### Origini
Il ceppo della stirpe degli Sgariglia ebbe origine probabilmente intorno all'anno 1000, dai discendenti di un ramo di un'altra nobile famiglia ascolana, quella dei Dal Monte; infatti, nella genealogia di famiglia si individuano due ascendenti recanti come cognome "Dalmontes Sgarilius". Annoverata tra le casate ascolane di parte guelfa, i suoi membri sono ricordati dagli storici locali come combattenti che si adoperarono per la conquista del potere nelle dispute delle lotte cittadine tra il XIV e il XV secolo.
Nel corso del tempo, il cognome Dal Monte sarebbe caduto in disuso, in virtù del maggiore rilievo assunto da quello Sgariglia che, nel XIV secolo, ormai qualificava stabilmente la famiglia.
Bernardo Carfagna, esprimendosi sull'etimologia del cognome Sgariglia, ritiene che esso derivi da un vocabolo militare d'origine germanica con il quale si identificava il "capitano", in seguito traslato nei moderni "sgherro" e "scherano" (alto tedesco antico skerre o skerjo, gotico skarra, longobardo skarr(j)o). Pertanto, egli assume che il capostipite della famiglia Sgariglia sia stato un uomo d'armi, fortemente bellicoso e violento.

### XIV-XV secolo
È tra il Trecento e il Quattrocento che la famiglia Sgariglia si guadagna un ruolo di rilievo nel panorama politico ascolano. Nel 1385 Petrocchus Sgarilia viene inviato dalla cittadinanza alla corte del Re di Napoli in qualità di ambasciatore per i feudi ascolani del regno (morirà dieci anni più tardi, nel corso di alcuni disordini).
Già prima del 1430 i possedimenti degli Sgariglia comprendevano «l'erezione dell'ecclesiastico beneficio col diritto di patronato» sulla chiesa di San Marco alle Vene e sull'omonimo monastero, alle cui dipendenze erano una serie di chiese dislocate tra la Montagna dei Fiori, Piagge e Acquasanta Terme.

Nel 1445, assieme ai Saladini, ai Della Torre e ai Dal Monte, gli Sgariglia presero parte ai tumulti e alle rivolte che portarono alla fine della Signoria sforzesca su Ascoli Piceno. In seguito, Angelo Capranica, vescovo della diocesi ascolana, dal 1447 al 1450, in accordo con i Magistrati cittadini, ottenne che fosse severamente proibito a chiunque di parlare o discutere di fazioni guelfe o ghibelline, al fine di quietare i sanguinosi tumulti che insorgevano tra i due gruppi ad ogni, seppur lieve, occasione. Fu nel 1448 che Melchiorre, priore di San Marco, ed Oddo Sgariglia, insieme ad altri sostenitori ed aderenti alla fazione guelfa ascolana, vennero ferocemente uccisi durante dai partigiani oppositori.
Il cardinale legato Scarampi premiò l'operato della famiglia elevando Dalmonte Sgariglia Conte di Gismondo, nella provincia di Fermo. Già un altro membro della famiglia, Oddo Sgariglia, figlio di Giovanni e nipote di Petrocco, era stato elevato al rango di conte attraverso la concessione del feudo di Casanova, nei pressi di Garrufo, nel teramano da parte di Alfonso V d'Aragona.

Goliasso di Oddo Sgariglia, inviato dalla città nel 1483 come ambasciatore presso il Papa affinché Ascoli potesse battere moneta di piccolo taglio, venne poi esiliato nel 1490. Analoga sorte subì Perus Marinus Melchioris de Sgariglis.

### XVI secolo
Col ritorno al potere della famiglia ghibellina dei Guiderocchi nei primi anni del Cinquecento, l'esilio comminato a Perus Marinus e Golias Sgariglia nel 1504 venne ancor più rafforzato.
Nel corso del Cinquecento diversi membri della famiglia Sgariglia si dimostrarono valenti uomini d'arme. Medesse fu tra i capitani delle schiere ascolane nel corso della "Guerra del Tronto" (1556-1557); Gaspare Sgariglia, figlio di Vincenzo, invece, comandante delle milizie cittadine, morì 27 luglio 1553 nei pressi di Porta Romana durante uno dei numerosi scontri fra le fazioni della città. Attorno al 1570 Vincenzo Sgariglia fu al comando di duecento miliziani presso il presidio militare della Serenissima a Zara; nel 1586, invece, guidò un contingente durante la lotta al banditismo nelle Marche. Fu inoltre governatore e capitano di Amatrice tra il 1595 e il 1596. Sempre nel 1595, suo figlio Sariglio Sgariglia, assieme agli altri soldati inviati da Clemente VIII combatté, alla testa di duecento uomini, in Ungheria.

### XVII-XVIII secolo
Restando nel solco della tradizione militare di famiglia, nel 1625, Francesco Maria Sgariglia fu Capitano dei Carabinieri tra le schiere di Urbano VIII durante la "Guerra de' Grigioni". Diversa formazione ebbe invece Alfonso Sgariglia, vissuto nel XVI secolo, che fu insegnante di Teologia e Filosofia presso il Collegio Romano, fu assistente d'Italia e procuratore generale nell'Ordine dei Gesuiti; fu infine inviato nunzio apostolico in Polonia da Sisto V. Inoltre, il cardinale Roberto Bellarmino fu suo studente.
Nel 1708 Domenico e Giuseppe Sgariglia entrarono nell'Ordine dei Cavalieri di Malta; nel 1718 anche loro fratello Francesco Maria venne accolto nell'Ordine. Una quarantina d'anni più tardi, nel 1757, entrò nei Cavalieri di Malta Giacomo Sgariglia.
È nel XVIII secolo che viene edificato il sensazionale complesso tardobarocco di Villa Sgariglia, a Campolungo, maestosa residenza di famiglia; il complesso comprende anche la piccola chiesa a pianta centrale dell'Assunta, realizzata su progetto di Lazzaro Giosafatti.. Sempre a Lazzaro Giosafatti, in occasione del conferimento del titolo di marchesi nel 1748, venne commissionata la costruzione della villa di Grottammare, un complesso signorile settecentesco edificato probabilmente su un castrum medievale, oggi ancora di proprietà della famiglia e iscritto nel catalogo nazionale dei beni culturali, di notevole rilevanza per i suoi giardini terrazzati di agrumi.

### XIX-XX secolo
Il movimento risorgimentale che nell'Ottocento prese vita in tutta la penisola italiana non lasciò indifferente la famiglia Sgariglia, che vide i suoi esponenti d'allora, Giovanni, Marco e Giuseppe, aderire al movimento patriottico; questi presero parte alle battaglie di Goito, di Pastrengo, di Peschiera e di Custoza.
Sorta la Repubblica Romana, nel 1849, Marco Sgariglia fu Gonfaloniere di Ascoli Piceno. Dopo il 1861 fu il primo sindaco della città, quindi per tre volte deputato e senatore del Regno d'Italia.
Nel 1908, alla morte di Giovanni Sgariglia, un ramo della famiglia si estinse. Secondo le volontà testamentarie sue e dei suoi fratelli, ogni bene della famiglia venne destinato al Comune di Ascoli Piceno, affinché divenisse patrimonio per un'Opera Pia di beneficenza. Un secondo ramo è tuttora presente. Scomparsa a Grottammare la marchesa Armida nel 2011, la famiglia ora è rappresentata dalla figlia Lucilla.

## Stemma
La blasonatura descrive così lo stemma degli Sgariglia: d'azzurro, alla fascia di rosso, fondato di un monte di sei cime all'italiana di verde.
Inizialmente lo stemma doveva contemplare soltanto lo scudo d'azzurro e la fascia di rosso; in seguito sarebbe stato aggiunto anche il monte a sei cime, in virtù di un contratto matrimoniale coi Dal Monte, il cui blasone presentava tale figura.